# Panthessalonikeios Athlītikos Omilos Kōnstantinoupolitōn (pallacanestro maschile)
Il P.A.O.K. è una società cestistica avente sede a Salonicco, in Grecia. Fondata nel 1928, gioca nel campionato greco. Essendo una squadra della polisportiva PAOK, disputa le partite interne nella PAOK Sports Arena, che ha una capacità di 8.650 spettatori.

## Storia
La sezione di basket del PAOK è stata creata nel 1928, quando Alekos Alexiadis, un giovane membro del consiglio di amministrazione, ha preso l'iniziativa di creare una squadra di basket. Dopo la guerra, Alekos Alexiadis ha cominciato ad organizzare una squadra di basket di bambini che hanno giocato al solo campo da basket a Salonicco. Il primo trofeo è stato conquistato con la vittoria nel 1959 del campionato greco. La squadra è stata incoronata campione di Grecia con i seguenti giocatori: Dapontes, Kyriakou, Oikonomou, Paschalis, Stalios, Kokkos, Theoridis, Angelidis, Stergiou, Konstantinidis e il giocatore-allenatore Iraklis Klagas. Quattro anni più tardi, la Lega greca è stata ricostruita, divenendo una Lega nazionale professionistica. Il PAOK è stato collocato nella Divisione Nazionale, tuttavia ha subito raggiunto la promozione nella prima divisione l'anno successivo. 
La peggiore stagione del club fino ad oggi è risultata quella del 1977, quando PAOK ha evitato la retrocessione, con una vittoria 66-53 play-out over Dimokritos.
PAOK ha incontrato il Panathinaikos nella finale della sua prima Coppa di Grecia, nel 1982. Gli Ateniesi riuscirono a raschiare con una vittoria a due punti, nonostante la partita è stata giocata in casa ad Alexandrio Melathron. La stagione successiva la squadra si è classificata al secondo posto ad Aris.
Il successo di entrambe le squadre ha alimentato la rivalità in corso tra i loro fan. Nel 1984 le due squadre hanno raggiunto la finale della Coppa greca. Allenatore PAOK, Faidonas Mathaiou, cercando di alzare il morale della sua squadra, ha ordinato ai giocatori di radersi completamente la testa. PAOK ha vinto la Coppa di Grecia con quattro punti di vantaggio (74-70), in quella che oggi è ricordata come il "finale delle teste rasate".
L'allora ventiduenne Bane Prelević, ha debuttato nella stagione 1988-1989. È diventato il leader definitivo e un beniamino dei tifosi, spesso paragonato al grande Nikos Galis, che era al tempo il capitano di Aris. Prelević è stato spesso citato per la sua lealtà alla squadra. Ha avuto una serie di infortuni e necessità di interventi medici a causa dei problemi alle gambe, ma ha voluto sempre scegliere di prendere dosi pesanti di antidolorifici, piuttosto che rinunciare a partite importanti.
PAOK ha dato molta soddisfazione ai suoi tifosi vincendo la Coppa delle Coppe europee, sconfiggendo Saragozza a Ginevra, con un risultato di 76-72 il 26 marzo 1991.
La stagione successiva PAOK ha raggiunto nuovamente la finale ma ha perso con il Real Madrid per un risultato di 63-65. Il gioco stava andando molto bene, in quanto le due squadre pareggiavano a 63 punti, quando Panagiotis Fasoulas ha perso la palla negli ultimi 2 secondi, i giocatori reali hanno segnato inaspettatamente. Nello stesso anno PAOK ha vinto il campionato greco, battendo Aris e Olympiacos.
PAOK ha partecipato nel 1992-1993 alla Coppa dei Campioni d'Europa per la prima volta ed è riuscito a raggiungere i quarti di finale di Atene. PAOK ha perso alle semifinali di Treviso, con un punteggio di 77-79.
Nel 1994, PAOK è tornato al successo europeo vincendo la Coppa Korac contro la Pallacanestro Trieste, vincendo sia in casa che in trasferta, con un vantaggio di 9 punti. L'anno seguente, PAOK ha vinto la Coppa di Grecia con un vantaggio di 19 punti contro il Panionios 72-53, mentre Nel 1999, ha vinto nuovamente la Coppa di Grecia sconfiggendo AEK Athens a 71-54.
La nuova casa del PAOK, chiamata PAOK Sports Arena, in grado di contenere 8.650 fan, è stata inaugurata il 17 marzo 2000, segnando la fine di un lungo periodo di tempo di condividere la corte domestica di Alexandrio Melathron con Aris. Branislav Prelević lasciò PAOK per proseguire la sua esperienza con Kinder Bologna e AEK di Atene, ma tornò al PAOK nella stagione 2001-02, come assistente allenatore.
PAOK si è classificato al 6º posto nella stagione 2003-04 e vanta una squadra piena di giovani. Prelević è diventato capo allenatore e l'ha condotto in breve tempo a divenire una squadra vincente.
Un mese dopo l'inizio della stagione greca 2006-07 League, Prelević è stato sostituito da Kostas Pilafidis, assumendo una posizione di non-tecnico come direttore generale della squadra. Durante una partita di quell'anno, Aris è riuscito a realizzare una partita spettacolare che la squadra è riuscita vincere, dopo due anni di lavoro straordinario.

## Roster 2021-2022
Aggiornato al 29 dicembre 2021.
|    | Naz.                                   | Ruolo | Sportivo              | Anno | Alt. | Peso | Note |
| -- | -------------------------------------- | ----- | --------------------- | ---- | ---- | ---- | ---- |
| 5  | Cipro (bandiera) · Grecia (bandiera)   | GA    | Andreas Christodoulou | 1995 | 197  | 100  |      |
| 6  | Stati Uniti (bandiera)                 | P     | Jermaine Love         | 1989 | 191  | 88   |      |
| 8  | Stati Uniti (bandiera)                 | PG    | Malcolm Griffin       | 1991 | 193  | 95   |      |
| 12 | Grecia (bandiera)                      | AG    | Michalīs Kamperidīs   | 1994 | 206  | 109  |      |
| 13 | Grecia (bandiera)                      | A     | Nikos Kamarianos      | 1997 | 204  | 92   |      |
| 14 | Stati Uniti (bandiera)                 | AG    | David DiLeo           | 1997 | 203  | 102  |      |
| 16 | Grecia (bandiera)                      | G     | Vaggelīs Mantzarīs    | 1990 | 194  | 95   |      |
| 17 | Grecia (bandiera)                      | GA    | Apostolos Roumoglou   | 2003 | 201  |      |      |
| 21 | Grecia (bandiera)                      | AP    | Giōrgos Kamperidīs    | 1999 | 201  | 95   |      |
| 24 | Stati Uniti (bandiera)                 | C     | Marvin Jones          | 1993 | 213  | 100  |      |
| 31 | Grecia (bandiera)                      | PG    | Vasilīs Toliopoulos   | 1996 | 188  | 86   |      |
| 33 | Serbia (bandiera) · Grecia (bandiera)  | AP    | Vladimir Janković     | 1990 | 202  | 101  |      |
| 34 | Nigeria (bandiera) · Canada (bandiera) | C     | Derek Ogbeide         | 1997 | 206  | 113  |      |
|    | Stati Uniti (bandiera)                 | AP    | Demetre Rivers        | 1995 | 203  | 82   |      |

### Staff tecnico
| Allenatore: | Arīs Lykogiannīs                           |
| Assistenti: | Stathīs Nerantzakīs, Charalampos Karaiskos |

## Cestisti
- Sōtīrīs Manōlopoulos 2003-2007

## Palmarès
- Campionato greco: 2

1958-1959, 1991-1992
- Coppa di Grecia: 3

1984, 1994-1995, 1998-1999
- Coppa delle Coppe: 1

1990-1991
- Coppa Korać: 1

1993-1994

### Finali disputate
- Coppa di Grecia: 4

1982 vs. Panathinaikos Atene
1989 vs. Aris Salonicco
1990 vs. Aris Salonicco
1991 vs. Panionios Atene